# Labidomera clivicollis
Espèce
Synonymes
- Chrysomela clivicollis Kirby, 1837[1]

Labidomera clivicollis, communément appelé la Chrysomèle de l'asclépiade (en anglais, Milkweed labidomera), est une espèce d'insectes coléoptères de la famille des Chrysomelidae qui se rencontre depuis les Montagnes Rocheuses jusqu'aux provinces maritimes et l'Est des États-Unis. Ce gros insecte vorace vit dans les champs où abonde Asclepias verticillata. Il peut atteindre de 8 à 12 mm,, de long.

## Description
Les antennes atteignent 1/3 du corps et comptent au moins onze antennomères. Ses yeux sont noirs et saillants, et ses mandibules puissantes. Sa tête est large, mais plate. Le pronotum est semi-hémisphérique, et plus large que long. Le tégument est vert foncé, aux reflets bleu métallique, et grossièrement ponctué. Les élytres ressemblent à une grosse ogive légèrement allongée à sa pointe apicale et faiblement déprimée dans la partie centrale du limbe extérieur. Les élytres sont orange vif, parfois jaunâtres, et maculés de grandes taches noirâtres, dont la taille et la disposition varient grandement. Les pattes sont noires à reflets bleu-vert pâle, plutôt courtes, mais musclées.

## Livrées variables
On a dénombré plus de 20 livrées différentes chez la Chrysomèle de l'asclépiade. Ce sont surtout les larges taches dans la moitié antérieure des élytres qui présentent le plus de variations. Certains spécimens peuvent même présenter uniquement de petites taches. Celles qui vivent à l’Ouest du Mississippi présentent parfois une livrée pale, presque blanchâtre.

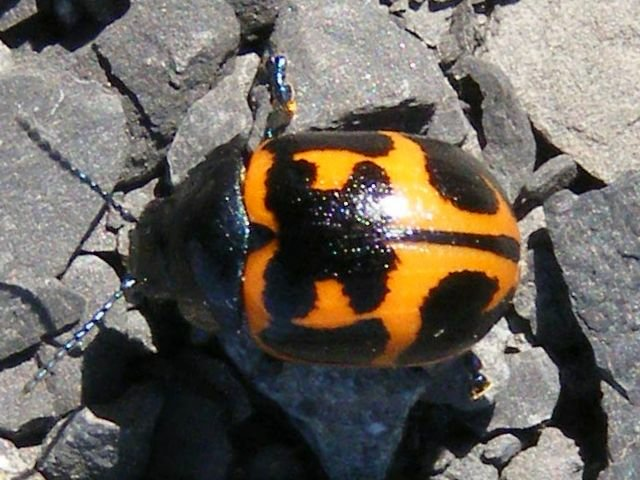
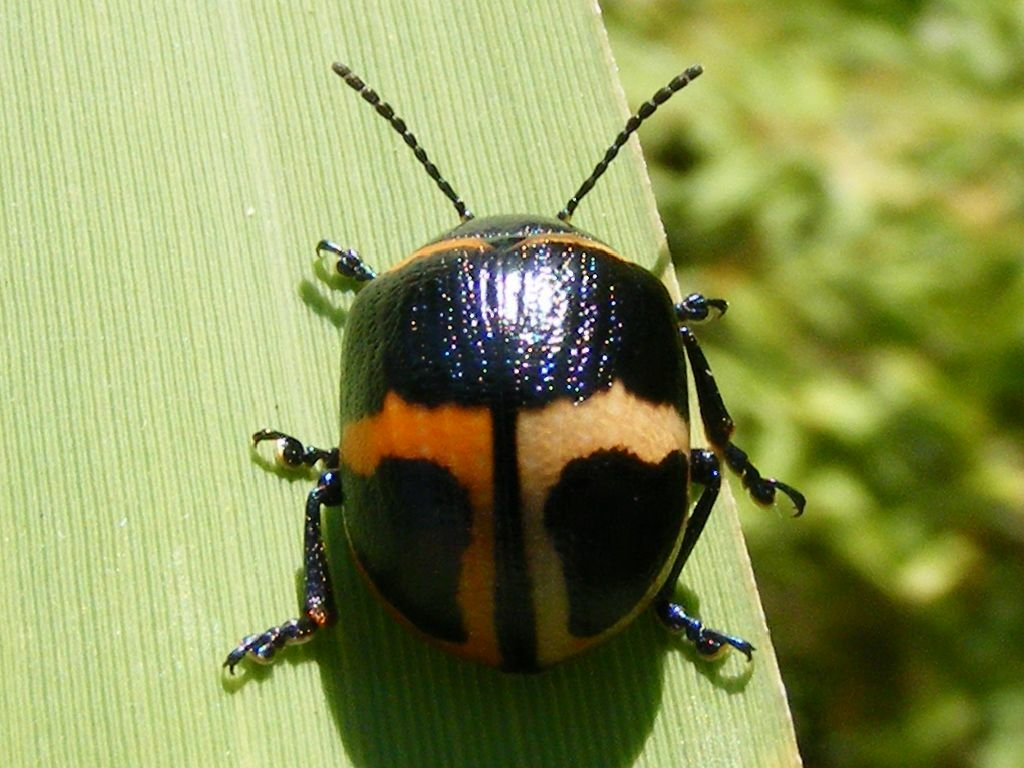
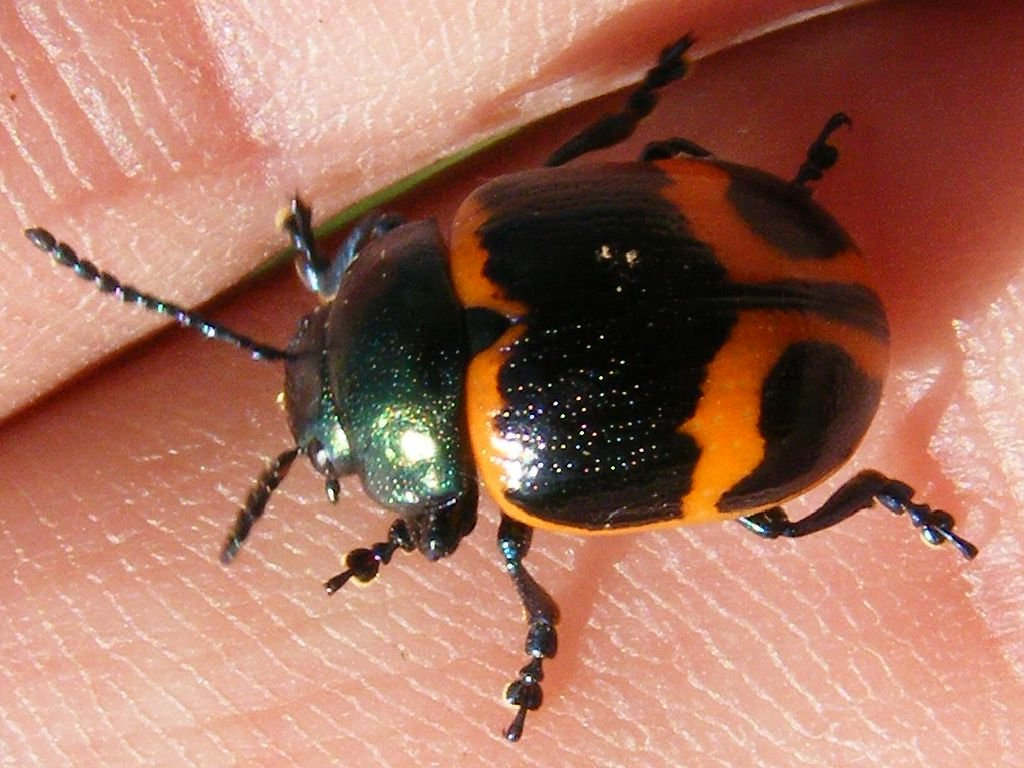

Quelques livrées variables :

## Genre
Le genre Labidomera ne regroupe que quatre espèces. Seul Labidomera clivicollis se rencontre dans le Nord du Mexique.

## Alimentation
Il s’alimente surtout des feuilles et des fleurs de l’asclépiade verticillée et de l’asclépiade commune, et parfois l’asclépiade incarnate.

## Parasitisme
Il est parasité par Chrysomelobia labidomerae, un acarien ectoparasite qui se cache sous les élytres de son hôte.

## Galerie

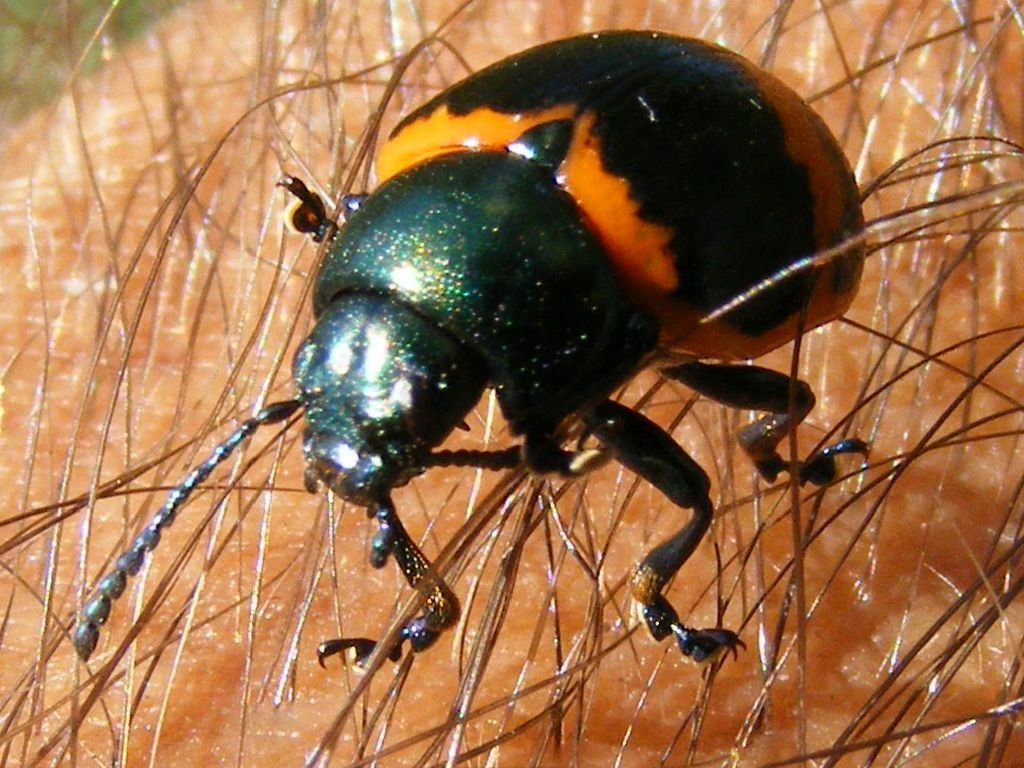
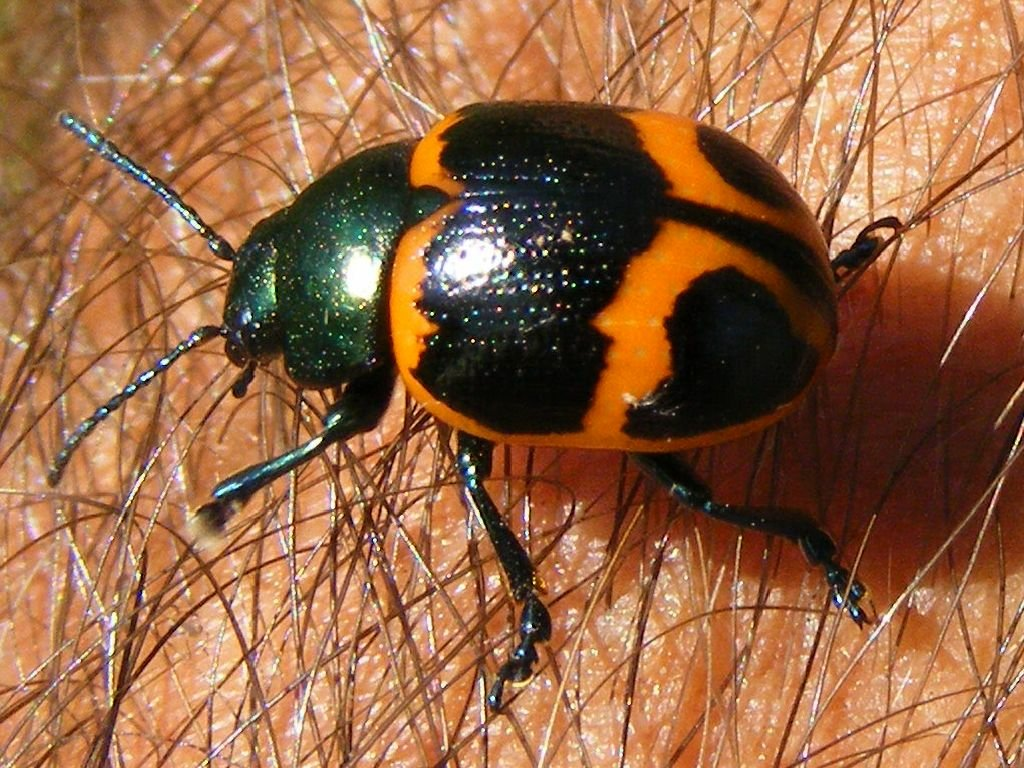
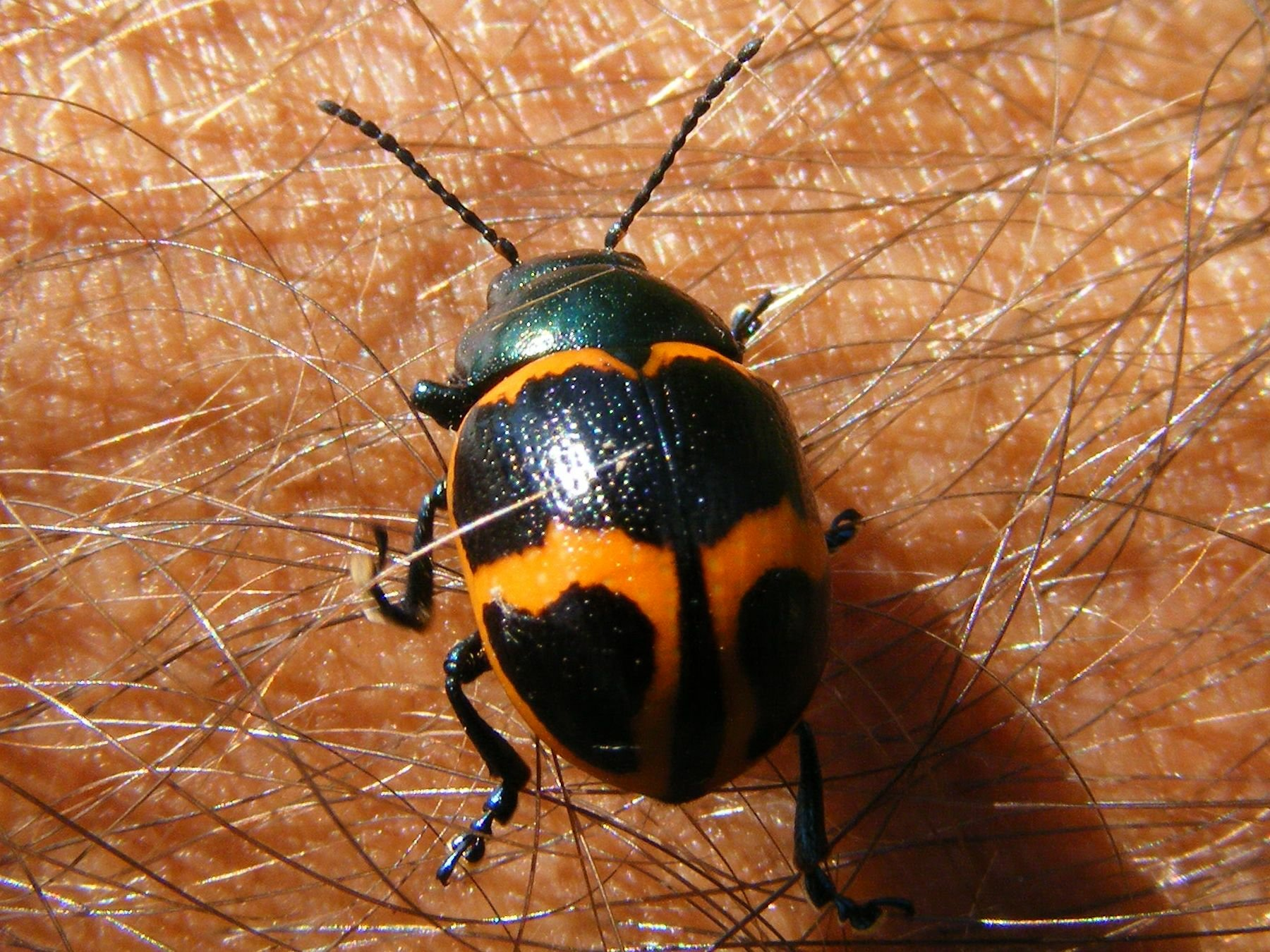